# فرناندو ماجلان
فرناندو ماجلان ((بالبرتغالية: Fernão de Magalhães), تلفظ برتغالي: ‎/fɨɾˈnɐ̃w̃ ðɨ mɐɡɐˈʎɐ̃ȷ̃s/‏; (بالإسبانية: Fernando de Magallanes), تلفظ بالإسبانية: ‎/fer'naNdo ðe maγa'λanes/‏; تقريبا 1480 – 27 أبريل 1521) قائد ومستكشف برتغالي ولد في سبروزا في شمال البرتغال، ثم نال بعد ذلك الهوية الإسبانية نتيجة لخدمته للملك الإسباني كارلوس الأول في الإبحار غربا بحثا عن طريق إلى جزر التوابل (وهي جزر الملوك في أندونيسيا).
تعتبر رحلة ماجلان خلال السنوات 1519-1522 هي أول حملة بحرية عبرت المحيط الأطلسي إلى المحيط الهادئ (وقد أسماها ماجلان بالبحر الهادئ؛ وقد مر خلال خروجه من الأطلسي بمضيق أسماه مضيق ماجلان)، وهو أول من عبر المحيط الهادئ. وهو قائد أول رحلة دارت حول الكرة الأرضية، وإن كان ماجلان نفسه لم يتمكن من إتمام الرحلة، حيث قتل من قبل الملك الفلبيني المسلم لابو لابو في معركة ماكتان بالفلبين. ومع ذلك فإن ماجلان يعتبر أول من أتم نصف دورة للكرة الأرضية عند وصوله شبه جزيرة ملايو. ومن ضمن ال237 بحارا في خمس سفن كانوا من ضمن الحملة، لم يرجع إلى إسبانيا إلا 18 شخصاً أتموا دورتهم حول الكرة الأرضية، وكان ذلك سنة 1522، تحت قيادة الملاح الباسكي خوان سباستيان إلكانو والذي استلم دفة قيادة الحملة الاستكشافية بعد مقتل ماجلان. ثم وصل 17 شخصا إلى إسبانيا لاحقا: 12 أسرهم البرتغاليون في الرأس الأخضر وما بين سنة 1525 و1527 وخمسة ناجين من السفينة السفينة ترينداد. وقد سمى ماجلان بعض أنواع البطريق اسم البطريق الماجلاني، حيث كان أول أوروبي رآه، وهناك أيضا سحابة ماجلان وهي من المجرات القزمية القريبة.

## بداية حياته ورحلاته

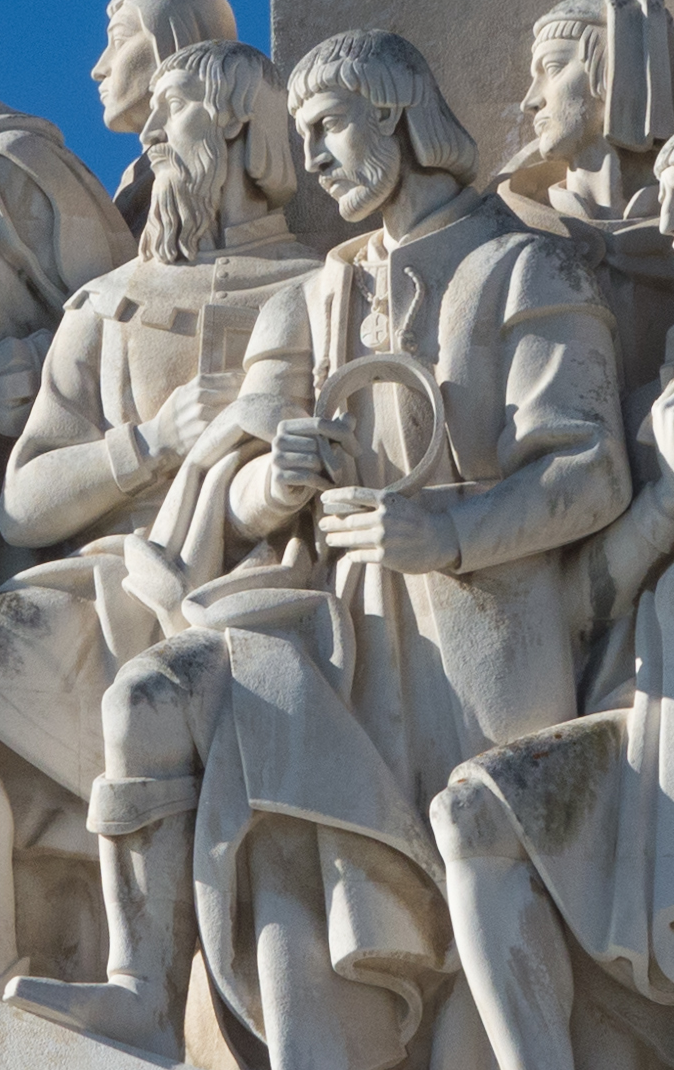
تمثال فرديناند ماجلان (حوالي 1480-1521)، الملاح البرتغالي، في نصب الاكتشافات في لشبونة، البرتغال.

ولد فرناندو ماجلان حوالي سنة 1480 في سابروزا بالقرب من فيلا ريال في مقاطعة تراس أو مانتيس [الإنجليزية] البرتغالية. وهو ابن ريو دي ماجلاوس (ابن بدرو أفونسو دي ماجلاوس وزوجته كوينتا دي سوزا) وزوجته ألدا دي ماسكيتا وإخوته من دي سوزا هم دييجو دي سوزا وإيزابيل دي ماجلاوس. فبعد وفاة والديه وهو في سن العاشرة انضم إلى حاشية الملكة إليانور في البلاط الملكي البرتغالي بسبب إرث العائلة.
وعند بلوغه سن ال25 أي سنة 1505، جند ماجلان في أسطول مكون من 22 سفينة أرسلت لاستضافة فرانشيسكو دي ألميدا كأول نائب حاكم للهند البرتغالية. ومع أن اسمه لم يظهر في أي سجلات إلا أنه كان معروفا أنه بقي 8 سنوات يتنقل ما بين غوا وكوتشي وكولام. وساهم في عدة معارك، مثل معركة كنانور [الإنجليزية] سنة 1506 حيث جرح فيها. وساهم أيضا في معركة ديو سنة 1509 ثم أبحر بعد ذلك تحت إمرة دييغو لوبيز دي سكويرا كأول سفارة برتغالية إلى سلطنة ملقا وكان معه صديقه -وربما ابن عمه- فرانشيسكو سيرياو. وفي سبتمبر وبعيد وصوله ملقا، وقعت البعثة في شرك مؤامرة أدت بهم إلى العودة. وقد كان لماجلان دور حاسم حيث حذر سكويرا وأنقذ سيرياو الذي كان موجودا باليابسة نال بعد هذا العمل التكريم والترقية.
ساهم ماجلان ومعه سيرياو في الحملة لغزو سلطنة ملقا تحت إمرة الحاكم ألفونسو دي ألبوكيرك في سنة 1511، وبعد تلك الحملة تفرق كل من ماجلان وسيرياو: فماجلان قد تمت ترقيته وقد سلب الكثير من الغنائم، وفي وجوده في المالايو استخدم مواطنا من الأهالي حيث عمده وأخذه كخادم له عند عودته إلى البرتغال سنة 1512. أما سيرياو فقد أقلع مع أول رحلة استكشافية أرسلت للبحث عن جزر البهار في جزر الملوك، حيث بقي هناك وتزوج بامرأة من أمبون وأصبح مستشارا عسكريا لسلطان تيرنات بيان سر الله. وكانت رسائله إلى ماجلان لها من الأهمية حيث أعطت معلومات عن الأراضي المنتجة للتوابل.
توترت الأمور مع ماجلان بعد أخذه إجازة بدون إذن، مما قلل من أهميته. فذهب إلى أزمور للخدمة وقد أصيب بجرح بالغ جعله يعرج بقية حياته. وقد اتهم بأنه يتاجر بصورة غير شرعية مع المغاربة. وإن لم تثبت تلك الاتهامات، ولكن ذلك أثر عليه ولم يتلق أي عروض أخرى للعمل بعد 15 مايو 1514. وإن حصل على عرض للعمل كأحد أفراد الطاقم في سفينة برتغالية في سنة 1515 لكنه رفض ذلك. في 1517 بعد خلاف مع الملك مانويل الأول الذي رفض مطالبته المستمرة بقيادة حملة للوصول إلى جزر التوابل من الغرب، فغادر إلى إسبانيا. وفي إشبيلية وبعد أن صاحب المواطن ديوغو باربوسا فتزوج ابنته بياتريس باربوسا فأنجبت له طفلان: رودريغو وكارلوس دي ماجلاوس وقد توفي كلاهما وهما صغيرين. خلال تلك الفترة كرس نفسه لدراسة معظم الخرائط الحديثة، ولاستقصاء بالمشاركة مع عالم الكونيات ريو فاليرو للبحث عن بوابة من الأطلسي إلى جنوب المحيط الهادئ وإمكانية أن تصبح جزر الملوك إسبانية وفقا لترسيم الحدود في معاهدة تورديسيلاس بين إسبانيا والبرتغال.

## رحلة الطواف

### البداية: بحث الأسبان عن الطريق الغربي المؤدي إلى آسيا
كان الهدف من رحلات كريستوفر كولومبس 1492-1503 إلى الغرب هي الوصول إلى جزر الهند وإقامة علاقات تجارية بين إسبانيا والممالك الآسيوية. ثم سرعان ما أدرك الأسبان أن أراضي الأمريكتين ليست جزءا من آسيا ولكنهم أمام قارة جديدة. فمعاهدة تورديسيلاس 1494 خصصت للبرتغال طرق الشرق الذاهبة حول أفريقيا، وقد وصل فاسكو دا غاما والبرتغاليون إلى الهند سنة 1498. مما أصبح ضرورة ملحة للإسبان لإيجاد طريق تجاري جديد إلى آسيا، فبعد مؤتمر جانتا دي تورو سنة 1505 بدأ التاج الأسباني التجهيز لاكتشاف طريق إلى الغرب. فوصل المستكشف الإسباني فاسكو نوانيز دي بالبوا المحيط الهادئ سنة 1513 بعد عبور برزخ بنما وتوفي خوان دياز دي سوليس في ريو دي لا بلاتا سنة 1516 أثناء خدمته للتاج الإسباني في استكشاف أمريكا الجنوبية.

### التمويل والإعداد
اتصل ماجلان بخوان دي أراندا رئيس غرفة التجارة [الإنجليزية] في أكتوبر 1517 في اشبيلية. ثم وبعد وصول شريكه ريو فاليرو وبدعم من أراندا، تمكنا من تقديم مشروعهما للملك الأسباني كارلوس الأول. وكان مشروعه مثيرا للاهتمام بشكل خاص، نظرا لأنه من شأن ذلك أن يفتح لهم «طريق التوابل» دون الإضرار بالعلاقات مع جيرانهم البرتغاليين. وكانت الفكرة متناغمة مع الزمن، ففي 22 مارس 1518 عين الملك ماجلان وفاليرو قباطنة حتى يتمكنوا من السفر في يوليو بحثا عن جزر التوابل. ورقاهم إلى رتبة قائد فرسان سانتياغو. ومنحهم الملك الامتيازات التالية:
- احتكار اكتشاف الطريق لمدة عشر سنوات.
- تعيينهم حكاما على الأراضي المكتشفة، مع 5% من صافي المكاسب المادية.
- خمس المكاسب لمصاريف الرحلة.
- الحق في جباية 1000 دوقت في الرحلات القادمة، ودفع 5 ٪ فقط من الباقي.
- منح جزيرة لكل واحد منهم، بغض النظر أول ست جزر غنية فالذي سيحصلون عليه هو 15 / 1.

مول التاج الإسباني تلك الحملة إلى حد كبير، وقدمت حمولة إمدادات مع السفن تكفي لمدة عامين من السفر. وكلف البرتغالي ديوغو ريبيرو الذي عمل كرسام خرائط للملك كارلوس الأول في غرفة التجارة منذ 1518، بعمل خرائط مطورة لاستخدامها في الرحلة. وقد واجهت تلك الرحلة خلال التحضيرات عدة مشاكل من أهمها نقص الأموال، ومحاولة ملك البرتغال منعهم، وظهور محاولات استهدفت الشك في ماجلان وصحبه البرتغاليين من الإسبان وكذلك الطبيعة الصعبة لفاليرو. ولكن بفضل رباطة جأش ماجلان وتماسكه فقد تم تجهيز الحملة. وقد ساعد الأسقف خوان ريدريجو دي فونسيكا بالحصول
على مساهمة من أحد التجار وهو كريستوفر ديهارو لتمويل ربع الحملة من السلع والبضائع التي يمكن مقايضتها.

### الأسطول

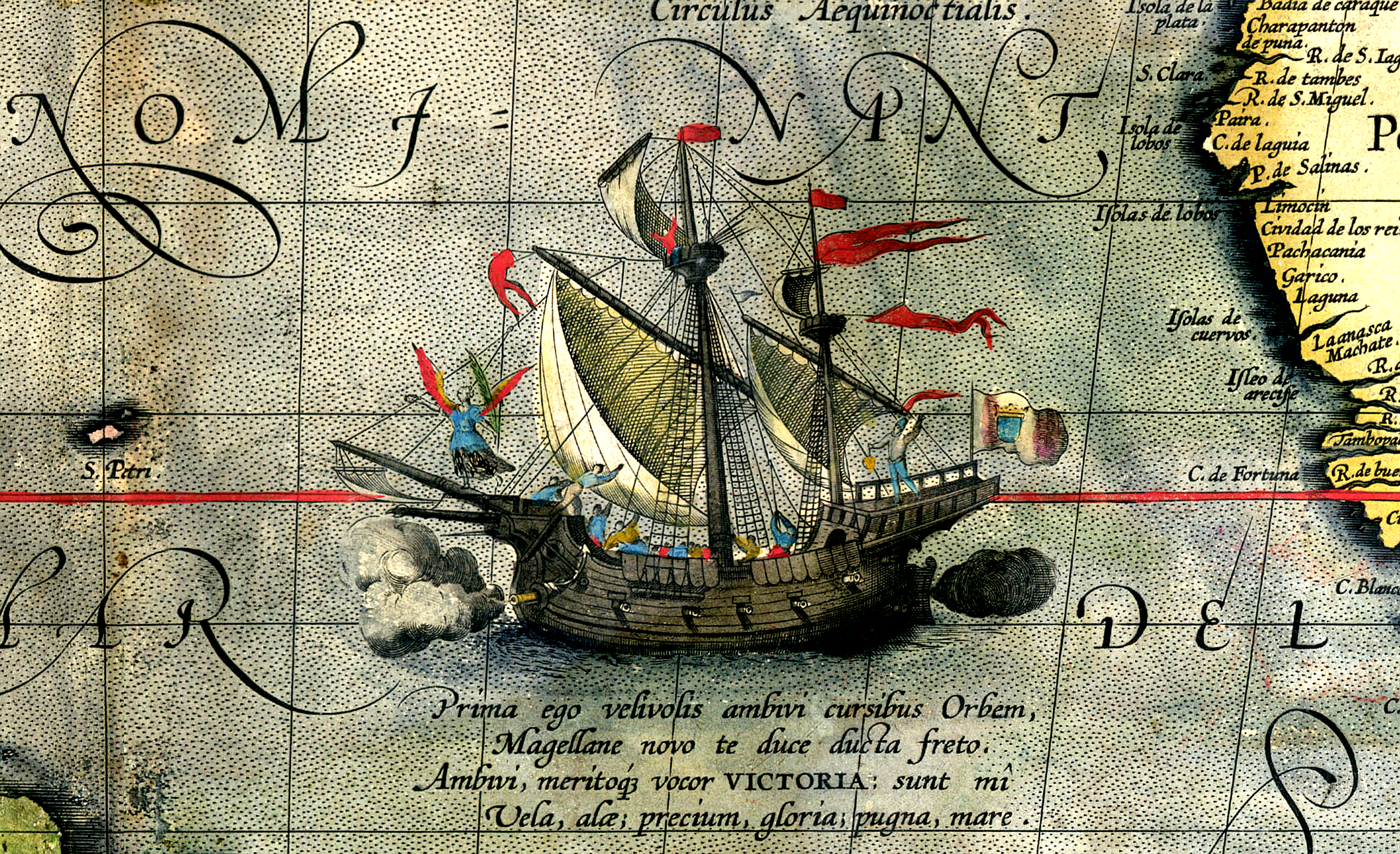
سفينة فيكتوريا، السفينة الوحيدة لماجلان التي أتمت طوافها حول الأرض. من خريطة سنة 1590.

شمل الأسطول الذي زودهم الملك كارلوس الأول خمسة سفن:
- سفينة القائد واسمها ترينيداد (110 طن وطاقم من 55) تحت قيادة ماجلان؛
- سان انتونيو: (120 طن وطاقم من 60) بقيادة خوان دي كارتاجينا؛
- كونسيبسن: (90 طن وطاقم من 45) بقيادة كاسبر دي كيسادا؛
- سانتياجو: (75 طن وطاقم من 32) بقيادة خوان سيرانو؛
- فيكتوريا: (85 طن وطاقم من 43) بقيادة لويز ميندوزا. وسميت تلكم السفينة بهذا الاسم نسبة إلى الكنيسة التي أدى فيها ماجلان يمين الولاء للملك كارلوس الأول؛

سفينة ترينيداد هي الوحيدة التي من نوع كارافيل، بينما الأخريات فهن من نوع كراك أو ناوس.

### الطاقم
وصل عدد الطاقم المرافق لماجلان إلى 270 وهم من عدة دول وأقطار: البرتغاليون والإسبان والطليان والألمان والفلمنكيون واليونان والفرنسيون. فقد كانت السلطة الإسبانية خائفة من ماجلان، لذا فقد كادت أن تمنعه من الإبحار حتى تم تبديل أغلب طاقم البرتغاليين بأسبان، ومع ذلك فقد كان معه 40 من البرتغاليين ومن بينهم صهره دييغو باربوسا وأيضا خوان سيرانو قريب صديقه فرانشيسكو سيرياو، واستفان غوميز وخادمه هنري المالاكي. وقد كان من المفروض لفاليرو أن يكون من ضمن الطاقم ولكنه انسحب قبلها. أما قبطان السفينة التجارية الإسباني خوان إلكانو وهو من أهالي اشبيلية، فقد كان قبل ذلك يسعى لنيل عفو الملك عن جريمة سابقة خرق فيها القوانين الإسبانية وقد عفى عنه شريطة أن ينضم إلى حملة ماجلان، وأيضا انتونيو بيجافيتا العالم والرحالة من فينيسيا فقد طلب أن يكون من ضمن القافلة ورضي بلقب بسيط وراتب متواضع كي يكون من ضمن الطاقم، وقد أصبح مساعد ماجلان الصارم وحافظ على كتابة اليوميات بشكل دقيق. وكذلك حافظ البحار فرانشيسكو إلبو بسجل رسمي عن الرحلة.

### المغادرة وعبور الأطلسي

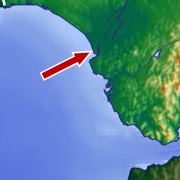
يشير السهم إلى مدينة شلوقة على دلتا نهر الوادي الكبير في الأندلس.

في 10 أغسطس أبحرت السفن الخمس بقيادة ماجلان من ميناء أشبيلية ومتجهة إلى ميناء شلوقة أو ما يعرف الآن بمدينة سانلوكار دي باراميدا خلال نهر الوادي الكبير، حيث ظلوا فيها مدة خمس أسابيع حتى تمكنوا أخيرا من الإبحار في 20 سبتمبر
وكان الملك مانويل قد أمر مفرزة تابعة للبحرية البرتغالية بتعقب ماجلان، ولكنه استطاع الهروب من المطاردة. وقد وصل ماجلان أولا إلى جزر الكناري حيث توقف قليلا، ثم وصل بعدها إلى الرأس الأخضر، حيث ضبط مسار رحلته حتى رأس سنت أوغسطين في البرازيل. في 27 نوفمبر مرت البعثة على خط الاستواء؛ وفي 6 ديسمبر تمكن الطاقم البحري من رؤية أمريكا الجنوبية.
حاول ماجلان تجنب البرازيل لأنها من الممتلكات البرتغالية، وفي يوم 13 ديسمبر رسى الإسطول في منطقة نائية بالقرب مما تسمى الآن ريو دي جانيرو حيث تمكن البحارة من التزود بالمؤن وإصلاح السفن، ولكن الظروف السيئة سببت لهم بعض التأخير. وبعدها واصلت السفن الإبحار جنوبا على طول الساحل الشرقي لأميركا الجنوبية باحثين عن مضيق كان ماجلان يعتقد بأنه سيقودهم إلى جزر البهار. وبلغ الأسطول ريودي لابلاتا في 10 يناير 1520.
وفي 31 مارس أنشأ البحارة مستعمرة صغيرة في الأرجنتين أسموها ميناء سان جوليان [الإنجليزية]. وخلال تلك الفترة واجه ماجلان تمردا من قبل قباطنته الإسبان وكان ذلك في منتصف ليل عيد القيامة أي يوم 2 أبريل، ولكن التمرد فشل لأن معظم البحارة ظلوا على ولائهم له، فتمكن من السيطرة على الوضع. فأعدم قبطاني كونسبسن وفيكتوريا، وترك قبطان سفينة سان انتونيو ومعه قسيس بالمنطقة في وضع مزري وبدون طعام رافضا أخذهم معه، أما المتمرد الرابع فكان القبطان خوان إلكانو ولكنه اعتذر فعفا عنه ماجلان. وقد ورد بأن عقوبة الإعدام كانت بسحلهم ثم شنقهم ثم بتقطيع أوصالهم وتركهم بالساحل؛ وقد وجد السير فرانسيس دريك بقايا عظامهم بعدها بسنين.

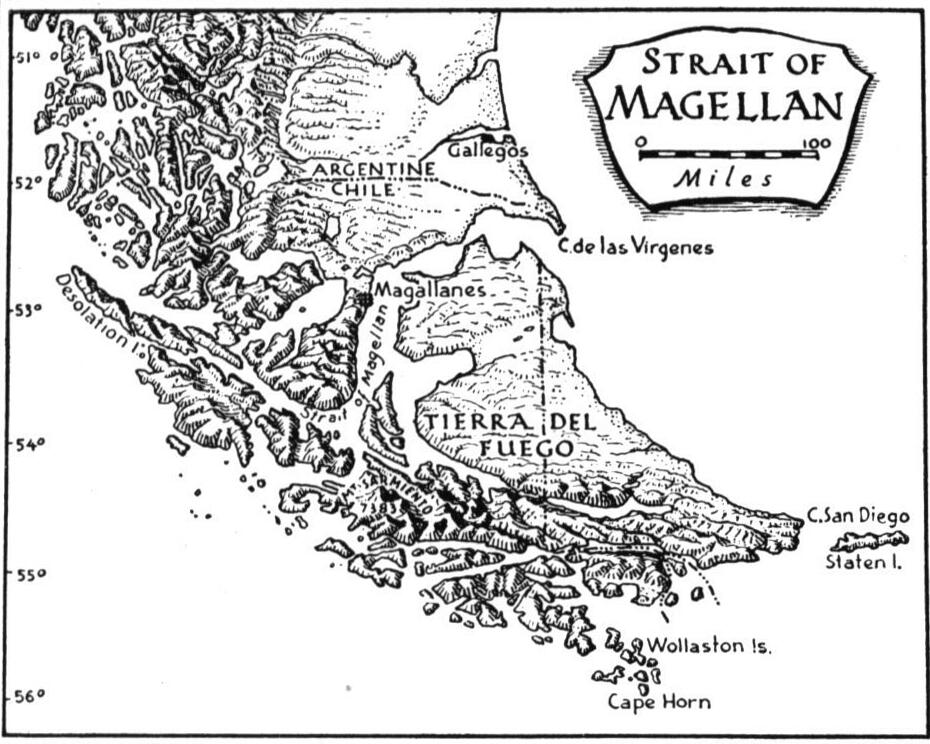
مضيق ماجلان وهو يقطع خلال الطرف الجنوبي من أمريكا الجنوبية رابطا المحيط الأطلسي بالمحيط الهادئ.

### العبور إلى الهادئ
كانت مساعدة دييغو باربوسا حاسمة لمواجهة الشغب في سان جوليان، فأصبح منذ ذلك الحين قائدا لسفينة فيكتوريا، فاستأنفت الرحلة مرة أخرى في 21 أغسطس 1520. فأرسلت السفينة سانتياغو إلى الساحل في رحلة لاكتشاف بحار الجنوب، لكنها تحطمت في عاصفة مفاجئة ونجا كل أفراد طاقمها ولجأوا إلى الشاطئ. فعاد اثنان منهم برا لإبلاغ ماجلان بما حدث وإرسال العون لإنقاذ البقية. فقرر ماجلان بعد هذا الحادث البقاء والانتظار لبضعة أسابيع أخرى قبل استئناف الرحلة مرة أخرى.
في 21 أكتوبر وصل أسطول ماجلان إلى نقطة اسمها كاب فيرجنز على خط عرض 52° جنوبا، فاستنتجوا بأنهم وجدوا الممر بسبب الملوحة الشديدة لتلك المياه وعمقها الشديد. وبدأت السفن الأربع رحلة شاقة من خلال عبور الممر الطويل 373-ميل (600 كـم) الذي أسماه ماجلان مضيق جميع القديسين (بالإسبانية: Estrecho de Todos los Santos) وذلك لأنه بدأ بعبور الممر في يوم 1 نوفمبر وهو عيد جميع القديسين، الممر حاليا هو مضيق ماجلان. وقد أرسل ماجلان أولا سفينتي كونسبسن وسان أنتونيو لاكتشاف البوغاز، لكن سان انتونيو بقيادة استفان غوميز رفض اكمال الرحلة ورجع إلى إسبانيا يوم 20 نوفمبر. فدخلت السفن الثلاث الباقية جنوب المحيط الهاديء، وأسمى ماجلان هذا البحر بالمحيط الهادئ (بالإسبانية: Mar Pacifico) بسبب هدوء البحر. ويعتبر ماجلان أول أوربي يصل إلى منطقة أرض النار الصخرية (بالإسبانية: Tierra del Fuego) على جانب المحيط الشرقي من المضيق، وقد أسماه ماجلان بهذا الاسم لأن تلك الصخور تضاء ليلاً بالنيران المنبعثة من معسكرات الهنود الحمر، حيث أمكنه رؤيتهم من البحر، وهم كما يعتقد كانوا مختبئين في الغابة انتظارا للهجوم على أسطوله.

### الموت في الفلبين

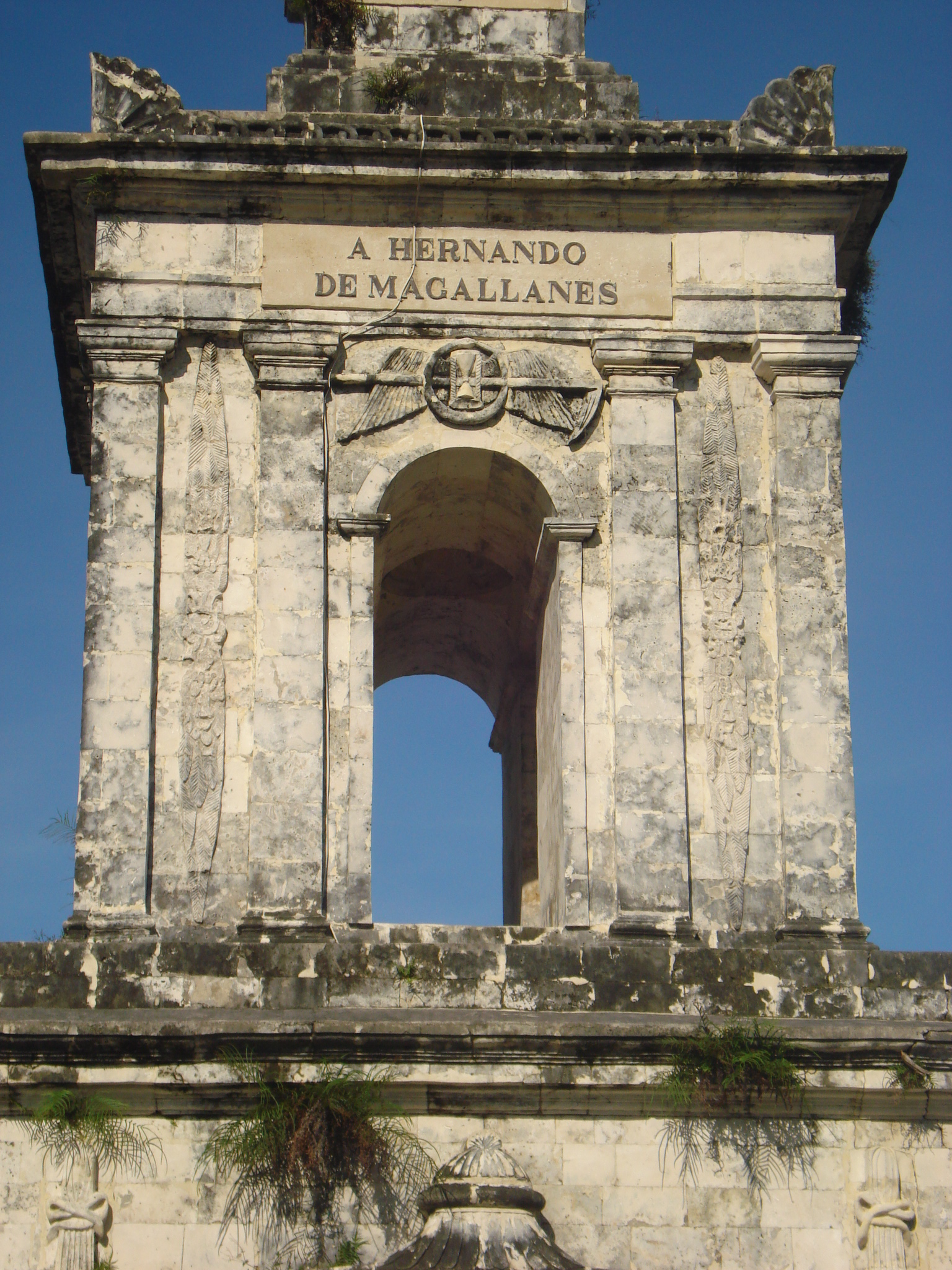
نصب تذكاري في مدينة لابو لابو بمقاطعة سيبو في الفلبين.

بعدما عبرت السفن مضيق ماجلان توجهت صوب الشمال الغربي، فوصل البحارة خط الاستواء في 13 فبراير 1521. وفي يوم 6 مارس وصلت السفن جزر ماريانا وغوام. وقد أطلق ماجلان على غوام اسم «جزيرة الأشرعة» لأنهم رأوا الكثير من المراكب الشراعية. ثم عادوا وأسموها «جزر اللصوص» بسبب سرقة المراكب الجانبية للسفينة ترينداد، لذلك فالأسطول لم يتوقف في ماريانا. وفي يوم 16 مارس وصل ماجلان جزيرة هومونهون [الإنجليزية] في الفلبين ومعه 150 من البحارة الباقين، وما أن حط بالجزيرة حتى بدأ البحارة بجمع الطعام وما يحتاجونه في رحلتهم بسبب نقص الطعام لديهم. كانت جزيرة هومونهون غير مأهولة، ولكن أسطول ماجلان كان مراقبا من قبل سفن كولامبو راجا جزيرة ليماساوا [الإنجليزية]، والذي قاده إلى جزيرة سيبو في 7 أبريل بعدما تبادل الهدايا معه. حيث أن راجا كالامبو حليف لراجا سيبو. ويعتبر طاقم تلك الرحلة هم أول من وصل إرخبيل الفلبين من الأسبان. ولكنهم ليسوا أول الأوربيين. كان ماجلان قادرا على مخاطبة القبائل الأصلية بواسطة خادمه انريك الملايو الأصل القادر على فهم تلك اللغات. فأصبح راجا هومابون سيبو حليف لماجلان والأسبان الذين معه، وقد اعتنق المسيحية هو وزوجته الملكة أميهان، وبعد ذلك أقنع كلا من راجا سيبو وحليفه داتو زولا ماجلان بقتال عدوهما داتو لابو لابو في ماكتان. وقد كان ماجلان يرغب بتحويل لابو لابو إلى المسيحية كما فعل هومابون سيبو، فاقترح على لابو لابو ذلك ولكنه رفض. وفي صباح يوم 27 أبريل 1521 أبحر ماجلان إلى ماكتان مع قوة صغيرة. وخلال المعركة ضد جماعة لابو لابو قتل ماجلان بواسطة سهم مسموم وتمت محاصرة تلك القوة والإجهاز عليها بالحراب وغيرها من الأسلحة.
وقد زود كل من بيجافيتا وجينس دي مافرا شهادات مكتوبة عن تلك الأحداث التي بلغت ذروتها بمقتل ماجلان:
"عندما أتى الصباح خرج 49 منا إلى الماء الذي يصل إلى الفخذين، واستمرينا نسير في الماء لمسافة أكثر من رميتي نشاب قبل أن نصل الساحل. ولم تتمكن القوارب من الاقتراب أكثر بسبب الصخور الحادة في الماء. وبقي 11 شخصا بجوار القوارب لحراستها. وعندما وصلنا الجزيرة فإن [الأهالي] قد افرزوا أنفسهم إلى ثلاث مجاميع وعددهم يصل إلى ألف وخمسمائة مقاتل. فعندما رأونا صاحوا صيحات مدوية مشحونة بالازدراء لنا... فأطلق رماة البنادق والسهام علينا من مسافة نصف ساعة ولكن دون جدوى، فعندما ميزوا القائد بيننا حولوا رميهم عليه فقد طرقت خوذته مرتين، فألقى على وجهه أحد الأهالي برمح خيزران، ولكنه سرعان ماتمكن منه وقتله برمحه الذي ألقاه عليه. ثم حاول أن يخرج سيفه ولكنه لم يتمكن أن يخرج نصفه بسبب إصابة ذراعه برمح خيزران. فعندما رأى الأهالي هذا المشهد رموا أنفسهم جميعا عليه، فضرب أحدهم رجله اليسرى بسيفه المقوس، مما تسبب بسقوط القائد على وجهه، ثم وبسرعة تناوشوه برماح الحديد والخيزران وبسيوفهم المقوسة، ولم يبرحوا حتى قتلوه، لقد قتلوا مرآتنا ونورنا وراحتنا ومرشدنا. فعندما طعنوه كان يلتفت إلينا ليتأكد من ركوبنا جميعا القوارب. عندئذ كنا نلمح إليه وهو ميت ونحن جرحى وهاربين إلى القوارب التي ابتعدت عن الساحل، وذلك أفضل ما استطعنا فعله."
وقد كتب ماجلان في وصيته أن إنريكي مترجمه سيكون حرا عند وفاته. ولكن مع ذلك فبعد معركة ماكتان رفض قادة السفن المتبقية تحريره، مما حدا به أن ينجو بنفسه عند أول فرصة له يوم 1 مايو بمساعدة راجا هومابون سيبو، وسط مقتل ما يقرب من 30 من أفراد الطاقم. وقد دون بيجافيتا بعض الكلمات من اللغة البوتوان والسيبو، حتى بدا أنه قادر على مخاطبة والتواصل مع الأهالي خلال الفترة المتبقية من الرحلة. وقد حاول الإسبان مقايضة جثة ماجلان ببعض مما لديهم من البضائع مع الأهالي، ولكنهم رفضوا ذلك ولم يتم العثور على جثته أبدا.

### العودة

رحلة ماجلان - إلكانو. فالسفينة فيكتوريا الوحيدة الناجية من السفن الخمس الأخرى، والتي أتمت دورانها حول الكرة الأرضية، واستغرقت 16 شهرا للوصول إلى الوطن الأم بعد وفاة ماجلان.

أبحرت البعثة بسفنها الثلاث وعليها عدد قليل جدا من الرجال، بينما البحارة الذين عانوا من الإصابات ظلوا في الفلبين. ولهذا كي تخفف الحملة من أسطولها فقد تخلوا عن السفينة كونسيبسن في 2 مايو وأحرقوها، مما أبقى لهم فقط سفينتي ترينيداد وفيكتوريا، ثم توجهوا غربا إلى بالاوان. ثم غادروا تلك الجزيرة يوم 21 يونيو متوجهين مع الأدلاء المسلمين إلى بروناي وبورنيو حيث أرشدوهم إلى طرق المياه الضحلة. فرست تلك السفن قبالة حاجز أمواج ميناء بروناي لمدة 35 يوما، حيث سجل الإيطالي بيجافيتا القادم من فيتشنزا عظمة وبهاء بلاط السلطان راجا سيريبادا (توجد لؤلؤتان بحجم بيض الدجاج، وغيرهما الكثير). بالإضافة إلى ذلك، فبروناي تتباهى بترويضها للفيلة وتسليحها ب62 مدفعا، أي أكثر ب5 مرات من تسليح سفن ماجلان، وتزدري بروناي القرنفل، والتي هي أغلى من الذهب عندما يوردونها إلى إسبانيا. وقد ذكر بيجافيتا بعض أشكال التقدم التقني في البلاط البروناي مثل الخزف والنظارات (وكلاهما لم يكن منتشرا في ذلك الوقت في أوروبا أو قد يكون بدآ توا في الانتشار).
بعد وصول الحملة إلى جزر الملوك (جزر البهار) في 6 نوفمبر، نزل إليها 115 من أفراد الطاقم. وقرروا التجارة مع سلطان تيدور منافس سلطان تيرنات الحليف للبرتغاليين.
لكن عندما حاولت سفينتا الحملة المتبقيتين والمحملتين بالتوابل القيمة مغادرة جزر البهار والاتجاه غربا في طريق العودة إلى إسبانيا، بدأ الماء بالتسرب في السفينة ترينداد. فحاول طاقم السفينة اكتشاف التسريب وإصلاحه، ولكنهم فشلوا في ذلك. وخلصوا إلى أن ترينيداد في حاجة إلى وقت طويل لإصلاح هذا التسريب. وبما أن السفينة فكتوريا لم تكن كبيرة بما يكفي لاستيعاب جميع أفراد الطاقم الأحياء. لذا فإنها أبحرت غربا باتجاه إسبانيا وبها بعض من الطاقم. وبعد ذلك بعدة أسابيع غادرت السفينة ترينيداد في محاولة للعودة إلى إسبانيا عبر المحيط الهادئ، ولكن تلك المحاولة باءت بالفشل. حيث وقعت في أيدي البرتغاليين، وبعد ذلك دمر إعصار تلك السفينة عندما كانت راسية تحت قبضتهم.
في 21 ديسمبر قررت السفينة فيكتوريا وبقيادة إلكانو الإبحار عبر المحيط الهندي في طريق العودة إلى الوطن. وفي 6 مايو عبرت فيكتوريا مضيق رأس الرجاء الصالح وقد نفدت المؤونة عدا الأرز فقط الذي يوزع بالحصص. وعند وصول السفينة إلى المستعمرة البرتغالية الرأس الأخضر يوم 9 يوليو كان 20 شخصا من الطاقم قد مات جراء المجاعة، وتخلى هناك أيضا عن 13 من أفراد الطاقم وذلك خوفا من فقدان شحنة ال26 طنا من التوابل (القرنفل والقرفة).
وأخيرا في يوم 6 سبتمبر 1522 وصل الكانو وباقي طاقم رحلة ماجلان إلى إسبانيا على متن فيكتوريا آخر سفينة في الأسطول، بعد ما يقرب من ثلاث سنوات بالضبط من مغادرتها. لم يكن ماجلان ينوي الدوران حول الكرة الأرضية، ولكن كان يريد وسيلة آمنة تتمكن بواسطتها السفن الإسبانية من الإبحار للوصول إلى جزر التوابل؛ ولكن كان إلكانو الذي أمسك زمام القيادة بعد مقتل ماجلان هو الذي قرر الاستمرار بالاندفاع غربا، وهذا الأمر الذي جعلهُ يتم أول رحلة حول كامل الكرة الأرضية.
قابل ماكسيمليانوس ترانسيلفانوس بعض طاقم الرحلة الناجين عندما قدموا أنفسهم إلى البلاط الإسباني في بلد الوليد في خريف 1522. وقد كتب أول رواية عن تلك الرحلة ونشرها سنة 1523، سابقا رواية بيجافيتا التي ظهرت تباعا في 1525 ولم تنشر بالكامل إلا سنة 1800. وتلك هي النسخة الإيطالية أو ما يسمى الآن بمخطوطة أمبروسيانا. خرجت البعثة بربح اقتصادي بسيط، ولكن طاقم الرحلة لم يستلموا أجرهم بالكامل.
أما سفينة ترينداد فلم يصل أسبانيا من طاقمها ال55 إلا 4 فقط وذلك في سنة 1525، أما ال51 البقية فقد لقوا حتفهم جراء الحروب أو الأمراض. وبذلك مات ما يقرب من 232 من البحارة الإسبان والبرتغاليين والطليان والفرنسيين والإنكليز والألمان خلال رحلة ماجلان للتطواف حول الكرة الأرضية.

## النتائج والميراث

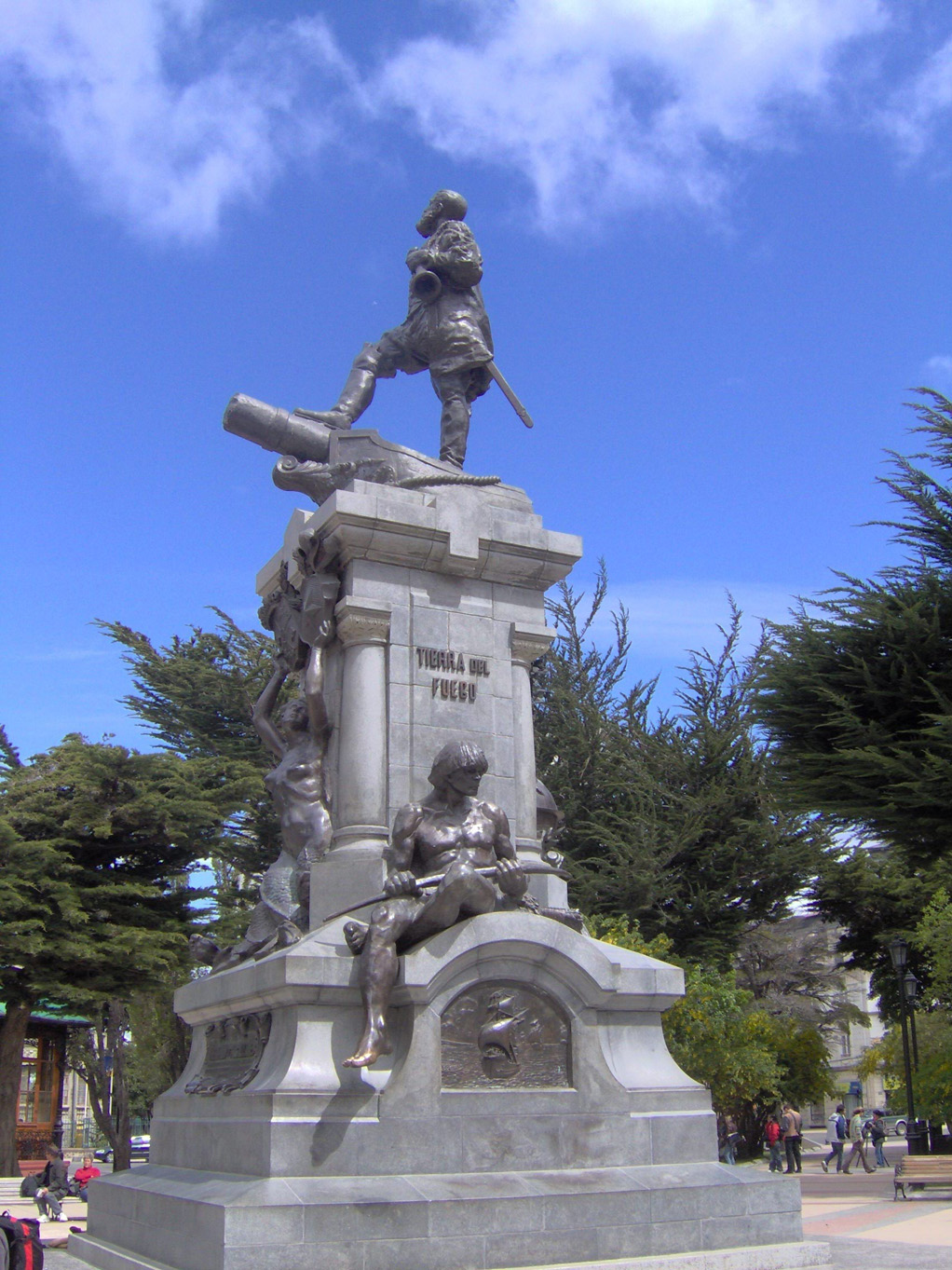
نصب تذكاري لماجلان في بونتا أريناس في تشيلي. والتمثال يتجه بنظره إلى مضيق ماجلان.

كان دفتر يوميات أنطونيو بيجافيتا هو المصدر الرئيس لمعظم ما نعرفه عن رحلتي ماجلان وإلكانو. أما التقرير الآخر الذي نقل تفاصيل الرحلة فهو من فرانشيسكو ألبو آخر أدلاء فيكتوريا، والذي احتفظ بسجل رسمي. لكن مع ذلك فإن المعلومات حول الرحلة التي وصلت إلى الأوربيين لأول مرة كانت عن طريق رواية ماكسيمليانوس ترانسيلفانوس -قريب كريستوفر دي هارو [الإنجليزية] الذي مول ربع الحملة- بدلا من رواية بيجافيتا، وقد نشرها سنة 1523 بعد أن قابل بعض بحارة السفينة فيكتوريا الناجين عند عودتها إلى إسبانيا في سبتمبر 1522.
وبعد انتهاء بعثة ماجلان، أرسل الملك كارلوس الأول سنة 1525 حملة بقيادة غارسيا جوفري دي لويسا لاحتلال جزر الملوك، مدعيا بأنها تحت المنطقة الخاضعة له وفقا لمعاهدة تورديسيلاس. ومن ضمن تلك الحملة، إلكانو قائد بعثة ماجلان وقد قتل في تلك الحملة، وأندريس دي أوردانيتا. ووصلوا بصعوبة إلى جزر الملوك، ورست سفنهم في تيدور، وقد كانت هناك مناوشات دائرة بين البرتغاليين وتيرنات المجاورة مستمرة منذ عشر سنوات في محاولة للاستحواذ عليها.
في ذلك الوقت لم يكن هناك حد معلوم لحدود الشرق، فكلا المملكتين حاولتا سنة 1524 إيجاد الحد الفاصل والدقيق لدائرة خط الزوال حسب معاهدة تورديسيلاس والتي تقسم العالم إلى نصفين متساويين ولحل «قضية جزر مولوكو». فقد اجتمع المجلس عدة مرات دون التوصل إلى اتفاق: فلم يكن العلم في ذلك الوقت كاف لكي يعطي الحساب الدقيق لخطوط الطول، فكلاهما وضع الجزر تحت سيادته. ثم توصلا إلى اتفاق في معاهدة سرقسطة الذي وقعته إسبانيا والبرتغال سنة 1529 فأعطى جزر الملوك إلى البرتغال والفلبين إلى إسبانيا. وتتبع ملاحون آخرون المسار الذي رسم خريطته ماجلان مثل السير فرنسيس دريك، أما طريق مانيلا-أكابولكو [الإنجليزية] فقد اكتشفه أندريس دي أوردانيتا في 1565.
كانت بعثة ماجلان هي أول من طاف حول العالم وأول من اجتاز المضيق في أمريكا الجنوبية الذي يربط المحيط الأطلسي بالمحيط الهادئ، وأطلق ماجلان تسمية المحيط الهادئ أو الباسيفيك وهي مشتقة من الاسم اللاتيني «Pacificum Tepre» (وتعني البحر الهادئ).
ولاحظ طاقم ماجلان عدة حيوانات وهي جديدة تماما على العالم الأوروبي، منها «جمل بدون سنام» وهو جوانكو الذي تمتد مناطقه حتى أرض النار، على عكس الفيكونيا واللاما والألبكة والتي تقتصر مناطقها على جبال الأنديز. وهناك الإوز الأسود الذي له جلد لاينتف فكان البطريق.
اكتمل التعرف على الامتداد الكامل للأرض، فقد كان 14,460 فرسخ أسباني (60,440 كم أو 37,560 ميل). ثم ظهرت الحاجة إلى خط التوقيت الدولي ذلك عند عودة البعثة إلى الوطن وجدوا أن سجل التاريخ تأخر يوما، مع أنهم حافظوا وبكل أمانة على سجل السفينة إلا أن هناك يوما كاملا قد ضاع عليهم، ذلك لأنهم سافروا تجاه الغرب خلال تطوافهم حول الكرة الأرضية أي بإتجاه معاكس لدوران الأرض اليومي. وتسببت تلك الإشكالية في ذاك الوقت بنوع من الإثارة، ورحل وفد خاص إلى البابا لشرح هذا الشذوذ الذي طرأ.
وأطلق اسم ماجلان إلى أقرب مجرتين وهما سحابتا ماجلان في نصف الكرة السماوية الجنوبي وذلك حوالي 1800. وهناك مسبار لناسا اسمه مسبار ماجلان الذي وضع خريطة لكوكب الزهرة من 1990 حتى 1994. وأيضا القطار المسمى بقاطرة فرديناند ماجلان (المعروف أيضا باسم السيارة الأمريكية الأولى أو U.S. Car. No. 1) استخدمته الحكومة الأمريكية للأغراض الرئاسية في الفترة من 1943 حتى 1958.

## روابط خارجية
- فرناندو ماجلان على موقع الموسوعة البريطانية (الإنجليزية)
- فرناندو ماجلان على موقع إن إن دي بي (الإنجليزية)